# Китайская малая выпь
Китайская малая выпь, или китайский волчок, или длинноносый волчок, или китайская выпь (лат. Botaurus sinensis) — околоводная перелётная птица семейства цаплевые, обитающая в Юго-Восточной Азии (в том числе встречается на южном Сахалине и южных Курильских островах).

## Описание
Длина тела — 30—40 см. Окрас оперения светло-рыжий, спина тёмно-коричневая. Голова и шея самца каштановые с чёрной макушкой. У самки голова, шея и грудь в коричневую полоску, в то время как молодые птицы почти полностью покрыты коричневыми полосами. При опасности затаивается, вытянув вертикально шею и клюв, и становится совершенно незаметным на фоне тростниковых зарослей.
В противоположность другим волчкам птица чаще летает и её можно относительно хорошо наблюдать, вопреки скрытому образу жизни.

## Ареал и места обитания
Китайский волчок распространён в южной и восточной Азии от Пакистана через Индию до Юго-Восточной Азии, а также до Китая, Кореи и Японии. В тропической части области её распространения это оседлая птица, в то время как популяции умеренных регионов мигрируют на юг. К регионам зимовки принадлежат Индонезия и Новая Гвинея. Обитатель густых тростниковых зарослей по берегам пресных водоёмов.

## Размножение
Китайский волчок сооружает гнездо из камыша в кустарнике или подлеске. Самка откладывает от 4 до 6 яиц.

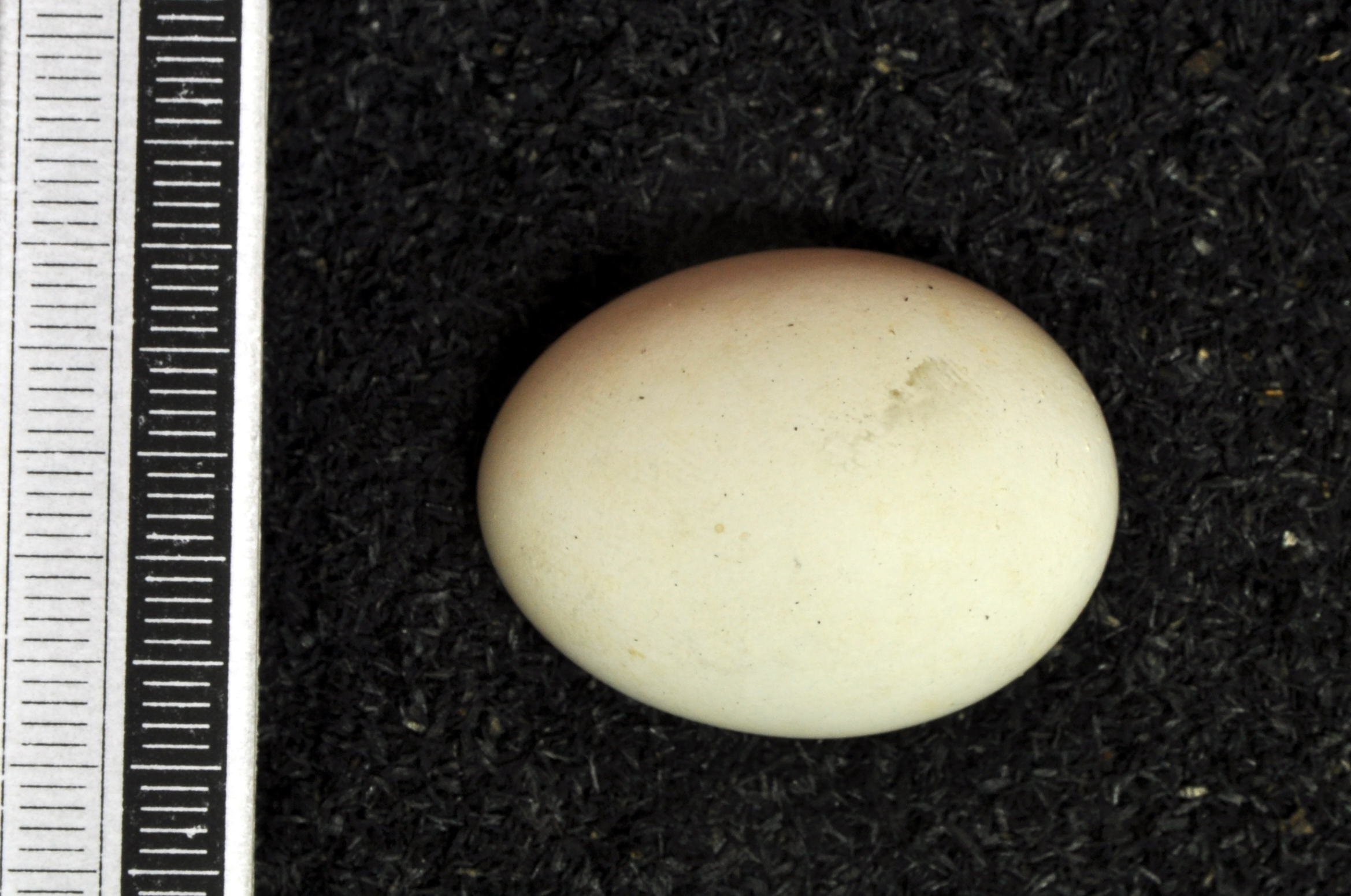
Яйцо

## Питание
Питание состоит из мелких рыб, амфибий и насекомых.

## Галерея

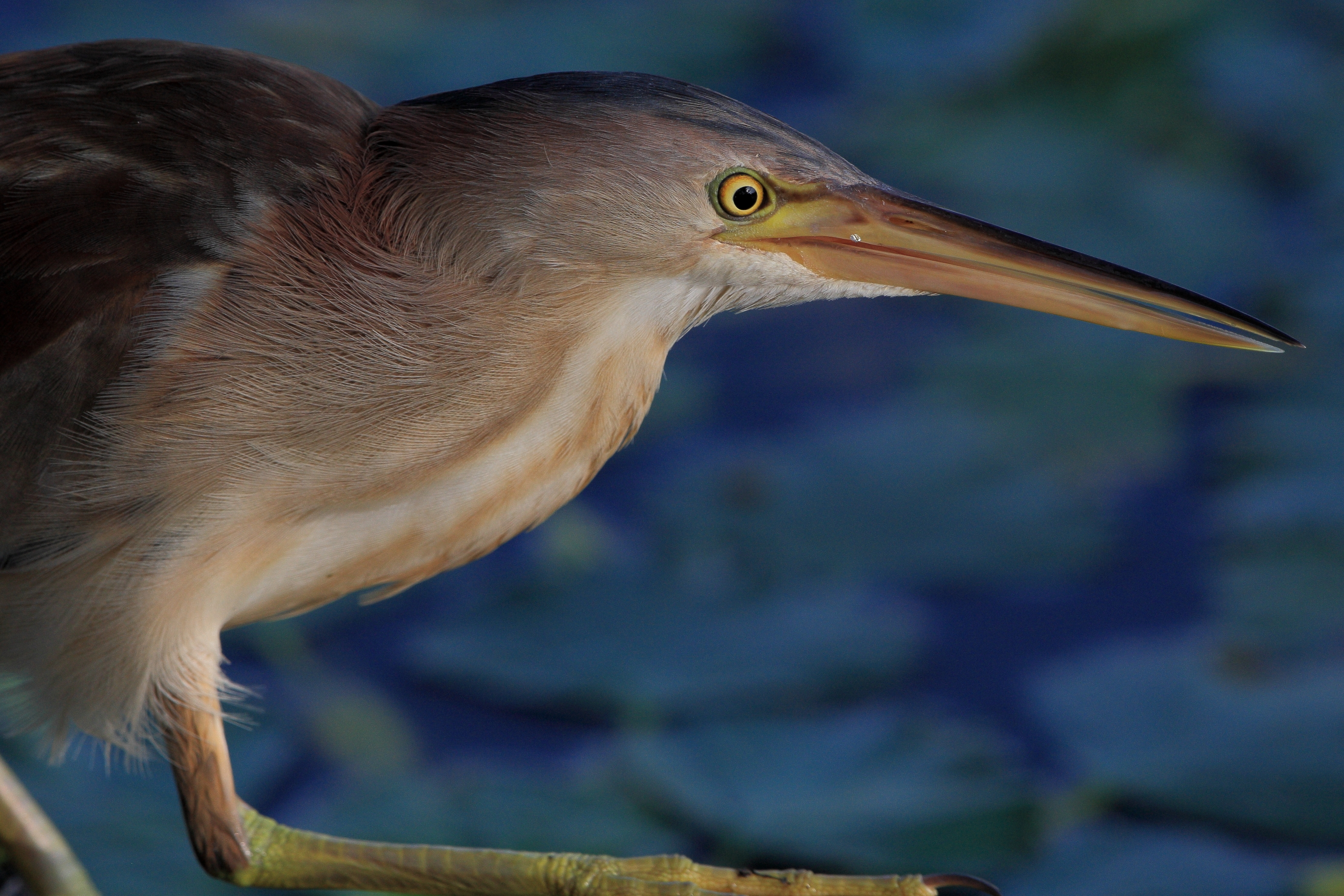
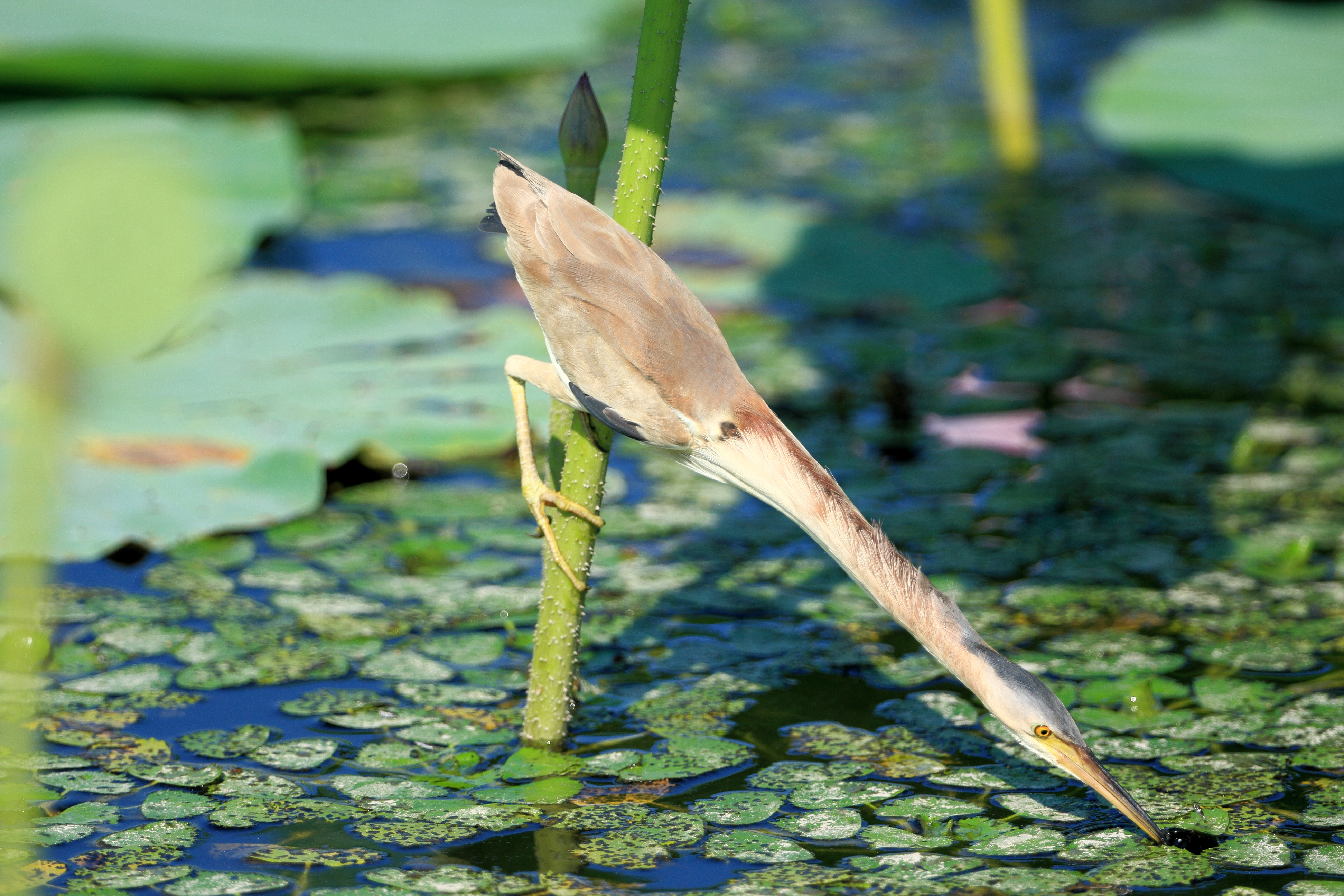
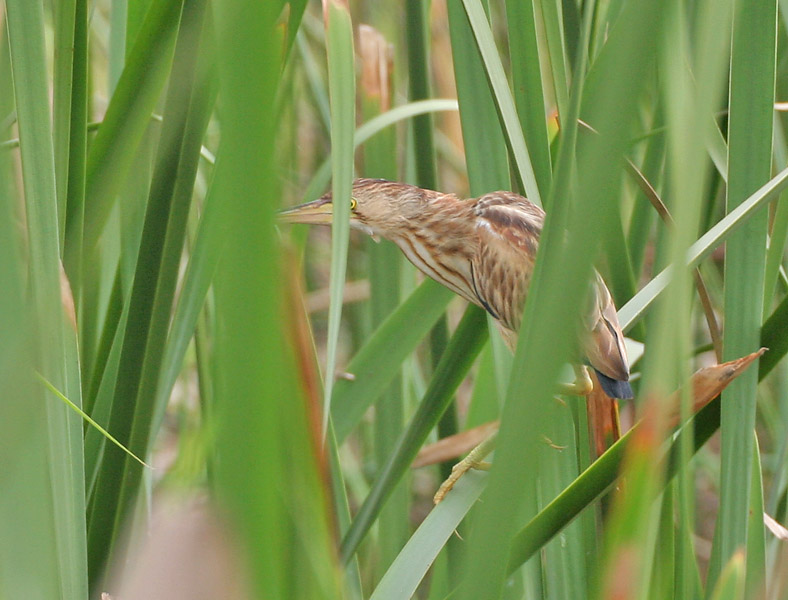
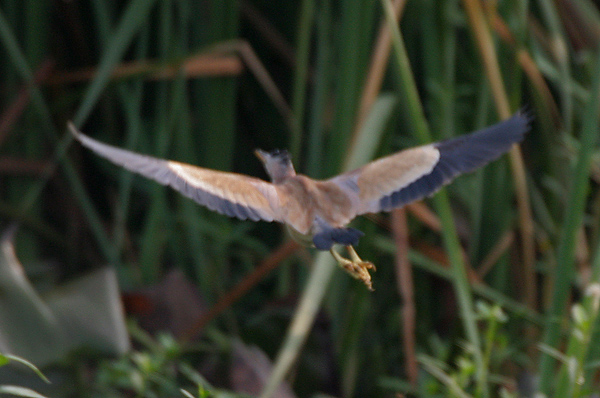
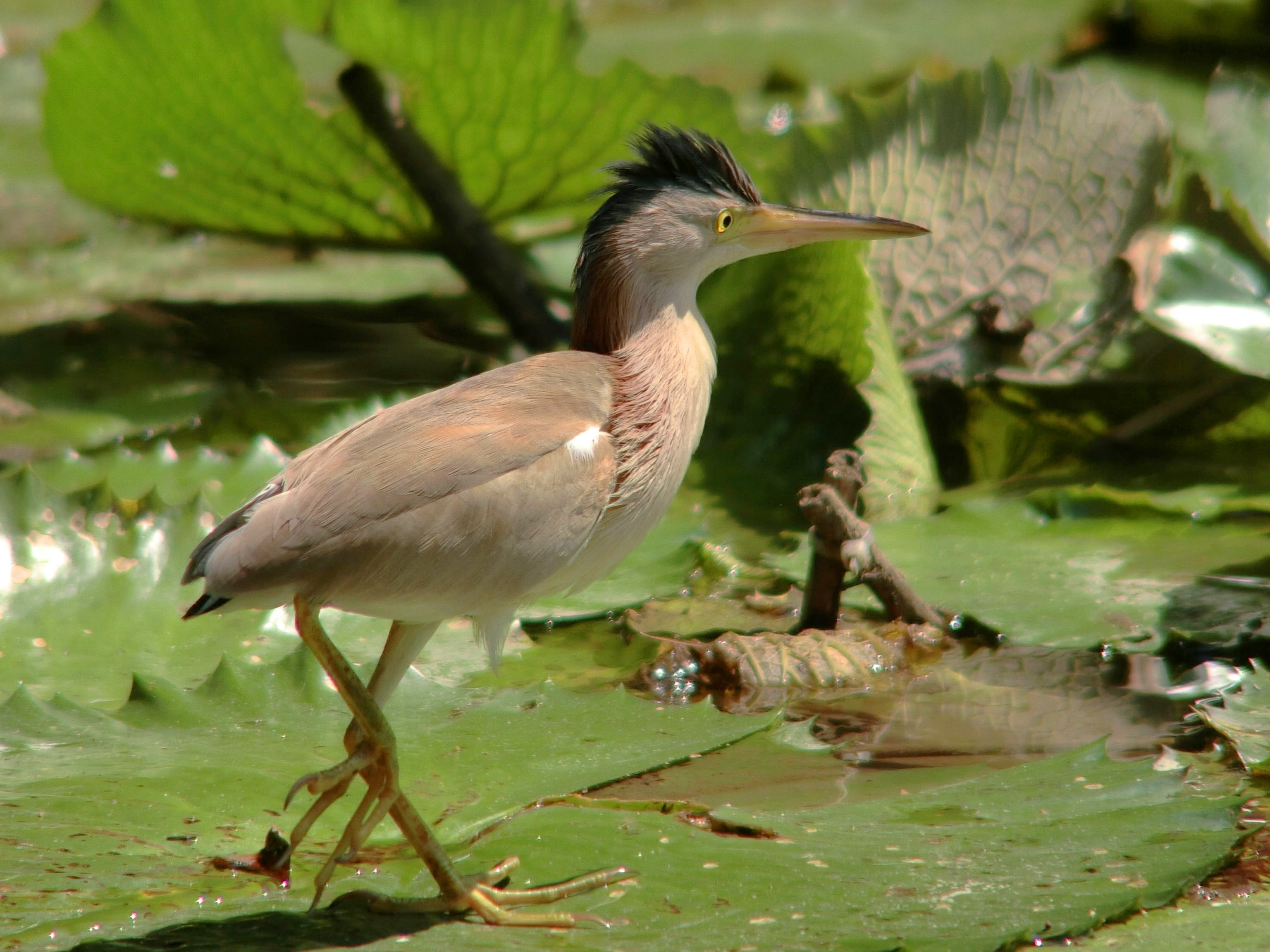